# 塩田泰介
塩田 泰介（しおた たいすけ、1867年12月5日（慶応3年11月10日） ‐ 1938年2月5日）は、日本の造船工学者、実業家。工学博士。
三菱造船常務取締役。

## 経歴
備前国赤坂郡今井村（現・岡山県赤磐市今井）に正好家の四男として生まれる。眞徳小学校に在籍していた1878年、松田金次郎の書生として上京する。
泰介は上京後すぐに松田の転勤に伴って大阪に行き、1881年（明治14年）に大阪商船学校に入学。数学や航海術を本格的に学び、造船製図手になる。
1887年に帝国大学工科大学造船学科に入学。端連の長男である花房義質子爵の書生となる。
帝大卒業後は三菱合資会社に造船技師として入社し、長崎に赴任。1895年、端蓮の妹である塩田鶴の養子となり塩田姓を名乗る。1897年からは造船事業視察のためイギリスに出向。
日本初の大型航洋商船である「常陸丸」の建造を建造主任として率い、その後も「阿波丸」、「加賀丸」、「大冶丸」などの建造主任を務める。1907年に三菱神戸造船所所長、1911年に三菱長崎造船所所長、1914年に三菱下関造船所所長を歴任。
1915年に東京帝国大学から工学博士号を授与される。同年に三菱造船本社常務取締役に就任。その後も日本鉄鋼協会会長、帝国海事協会理事などの公職につく。
1938年に逝去（70歳）。墓所は東京都府中市の多摩霊園(9-1-2-18)にある。

## 家族
- 父・正好熊五郞 ‐ 岡山県平民。[3]
- 妻・小百合 ‐ 陸軍軍医監・前田政四郎長女。[4]
- 養子・田鶴子 ‐ 小百合の妹。[4]
- 養子・礼 ‐ 田鶴子の婿（のち離縁）。渡辺渡の二男。三菱製鉄社員。[5][4]